# Alan Lennox-Boyd
Alan Tindal Lennox-Boyd (18 novembre 1904 - 8 mars 1983), est un homme politique conservateur britannique. 

## Jeunesse
Lennox-Boyd est le fils d'Alan Lennox-Boyd et de sa deuxième épouse Florence, fille de James Warburton Begbie. Il a une demi-sœur aînée et trois frères, dont deux sont tués pendant la Seconde Guerre mondiale et un est mort en Allemagne en avril 1939. Il fait ses études à la Sherborne School, Dorset, et est diplômé de Christ Church, Oxford, avec un BA promu plus tard au MA. Au cours de la Seconde Guerre mondiale, il sert comme lieutenant dans la Réserve des volontaires de la Marine royale avec les forces côtières . 

## Carrière politique
Lennox-Boyd est élu député de Mid Bedfordshire en 1931 (à l'âge de 26 ans), et est admis à Inner Temple, en tant qu'avocat en 1941. Il est membre du gouvernement en temps de paix de Winston Churchill comme ministre des Transports et de l'Aviation civile de 1952 à 1954. 
En tant que ministre, il ouvre le troisième tunnel Woodhead sur le chemin de fer électrifié des chemins de fer britanniques à travers les Pennines le 3 juin 1954 . 
En 1954, il devient secrétaire d'État aux Colonies, où il supervise les premières étapes de la décolonisation, avec l'octroi de l'indépendance à Chypre, au Ghana, à l'Irak, à la Malaisie et au Soudan. Il est en fonction pendant la révolte des Mau Mau au Kenya et est persuadé de rester en poste sous Harold Macmillan après avoir été censuré pour le massacre de Hola. Il évoque ouvertement l'indépendance de la fédération de Malaisie et invite le ministre en chef de l'époque de la Malaisie, Tunku Abdul Rahman et ses collègues à Lancaster House pour discuter de la possibilité de l'indépendance. 
À la suite de la crise du canal de Suez de 1956, Lennox-Boyd semble avoir fait une première approche à l'écrivain Ian Fleming sur la possibilité que le Premier ministre Anthony Eden utilise la maison jamaïcaine de Fleming, Goldeneye, pour une cure de repos étant donné l'état précaire de la santé d'Eden. Pour des raisons de sécurité, il a d'abord laissé entendre à Fleming qu'il voulait Goldeneye pour ses propres vacances et, lorsqu'il a refusé la suggestion de Fleming que sa femme et Fleming (un ami proche de Lady Eden) prennent contact pour les arrangements, Fleming a d'abord supposé qu'il prévoyait une utilisation extra-conjugale de la villa . 
Après les élections générales de 1959, Lennox-Boyd est remplacé au poste de secrétaire aux Colonies par Iain Macleod. 
En septembre 1960, il est élevé à la pairie comme vicomte Boyd de Merton de Merton-in-Penninghame dans le comté de Wigtown. Cela provoque une élection partielle pour sa circonscription du Mid Bedfordshire qui est remportée par Stephen Hastings. Il est également nommé compagnon d'honneur et conseiller privé. S'opposant à la ligne adoptée dans le discours du vent du changement d'Harold Macmillan, il devient par la suite l'un des premiers soutiens du Conservative Monday Club. 
Lord Boyd of Merton est lieutenant adjoint du Bedfordshire entre 1954 et 1960 et lieutenant adjoint de Cornwall en 1965. Il est directeur général d'Arthur Guinness&Sons entre 1959 et 1967.

## Vie privée
Lord Boyd épouse Patricia Guinness, fille de Rupert Guinness (2e comte d'Iveagh), le 29 décembre 1938. Sa belle-mère, la comtesse d'Iveagh, est député de 1927 à 1935 et il est le beau-frère d'Henry (« Chips ») Channon, également député (1935–58). Ils ont trois enfants: 
- Simon Lennox-Boyd, 2e vicomte Boyd de Merton (né le 7 décembre 1939)
- Christopher Lennox-Boyd (22 juillet 1941 - 3 août 2012)
- Mark Lennox-Boyd (4 mai 1943 - 24 juillet 2025)

Lord Boyd est renversé et tué par une voiture alors qu'il traversait Fulham Road à Londres en mars 1983, à l'âge de 78 ans, et, après l'incinération, est enterré à l'église St Stephen de Saltash, en Cornouailles. Il est remplacé par son fils aîné, Simon. 
Lady Boyd meurt en mai 2001, à l'âge de 83 ans. Elle a donné son nom à la coupe de la vicomtesse de Merton, décernée au Cornwall Spring Flower Show. 
Selon de nombreuses sources, Lennox-Boyd était homosexuel,. Il est dépeint dans le journal de James Lees-Milne de 1942-1943, Ancestral Voices, comme s'étant épris de l'esthète américain Stuart Preston. La version intégrale publiée en 2020-2022 du journal de son ami Henry Channon ne laisse plus aucun doute à ce sujet.